# Round Island (Preservation Inlet)
Round Island ist eine Insel im Rakituma / Preservation Inlet in der Region Southland im Südwesten der Südinsel von Neuseeland.

## Geographie
Round Island befindet sich im Rakituma / Preservation Inlet zwischen Steep-to Island, rund 900 m westsüdwestlich, Weka or Long Island, rund 405 m östlich und der Inselgruppe der Cording Islands, rund 1,2 km nördlich. Die 2,1 Hektar große Insel erstreckt sich über rund 210 m in Ost-West-Richtung und misst an ihrer breitesten Stelle rund 135 m ist Nord-Süd-Richtung. Die höchste Erhebung der Insel befindet sich mit einer Höhe von 54 m in der Inselmitte.
Die Insel ist zur Hälfte bewaldet und zu anderen Hälfte mit Buschwerk bewachsen.